# Ray Thomas
Raymond Thomas (Stourport-on-Severn, 29 dicembre 1941 – Surrey, 4 gennaio 2018) è stato un flautista e cantante britannico di rock progressivo.
È stato uno dei fondatori del gruppo rock-progressive inglese The Moody Blues, flautista, armonicista e cantante, dotato di una potente voce baritonale, che diventerà una delle caratteristiche del complesso.

## Biografia
Dopo un inizio in stile Beat-R&B, dal 1967 i Moody Blues direzionano la loro musica verso la psichedelia, e Thomas avrà un ruolo fondamentale in questa trasformazione col suono del suo flauto traverso. Scrisse tra il 1967 e il 1972 alcuni classici della band, come "Dear Diary", "Legend of a Mind", "And the Tide Rushes In" e "For My Lady", tra gli altri, prediligendo spesso uno stile vicino al folk.
Dopo la separazione della band del 1974, pubblicò il suo primo album From Mighty Oaks nel 1975, riscuotendo un buon successo. Fu seguito a breve da Hopes, Wishes and Dreams (1976), che non ne ripeté i fasti. Ricchi di arrangiamenti orchestrali, i brani degli album furono scritti a 4 mani col cantautore Nicky James.
Nel 1977 partecipò alla reunion dei Moody Blues, che dal 1978 al 2000, pubblicarono 7 album in studio e 2 dal vivo. Nei primi 3 fu molto attivo contribuendo nel 1981 con la mini-suite "Pained Smile / Reflective Smile / Veteran Cosmic Rocker", il suo classico degli anni '80, che divenne appuntamento fisso nei concerti per tutto il decennio.
Dal 1986 al 1990 non scriverà nuovo materiale per il gruppo, per la prima volta dal 1967. Dal quel momento Thomas si defilerà, sia in studio di registrazione, che durante i tour, dove il suo spazio si ridurrà man mano, fino ad arrivare ad un solo brano in scaletta. Nel 1991 contribuisce come autore e cantante con la ballata celtica "Celtic Sonant". Il suo ultimo contributo è "My Little Lovely", per il penultimo album del quartetto, datato 1999.
Ha lasciato la band nel 2002 per ritirarsi a vita privata. Nel 2010, in occasione della ristampa dei suoi 2 album solisti, registra e pubblica l'inedito "Trouble with Memories".
Il 4 gennaio 2018 è morto all'età di 76 anni, a seguito di complicazioni per un tumore alla prostata.

## Discografia Solista
- 1975 - From Mighty Oaks
- 1976 - Hopes, Wishes and Dreams